# Phare de Vallauris
Der Phare de Vallauris ist ein Leuchtturm (französisch Phare) an der Côte d’Azur. Er steht in Vallauris, einer Stadt im Département Alpes-Maritimes und der Region Provence-Alpes-Côte d’Azur.

## Beschreibung
Der erste Leuchtturm an diesem Ort wurde 1900 errichtet. Er war jedoch nicht standfest und wurde ab 1923 nach Plänen der Ingenieure Bareste und Bardot ersetzt. Der 19 m hohe und rechteckige Turm aus Stein verjüngt sich nach oben und besitzt eine Plattform mit Balustrade an allen Seiten. Die Laterne wurde vom vorherigen Turm übernommen. Das neue Sektorenfeuer ging 1927 in Betrieb und hat mit 167 m die höchste Feuerhöhe Frankreichs.
Der Leuchtturm wurde 2012 als Monument historique in die Liste der Baudenkmäler in Frankreich aufgenommen.